# Concord (Wisconsin)
Concord w stanie Wisconsin – amerykańskie miasteczko, leżące w hrabstwie Jefferson. Liczy około 2000 mieszkańców.
W mieście zamieszkiwała przez pewien czas Caroline Ingalls, która w 1860 roku poślubiła Charlesa Ingallsa - późniejsi rodzice pisarki Laury Ingalls Wilder (cykl "Domek na prerii").